# 트릭 오어 트리팅

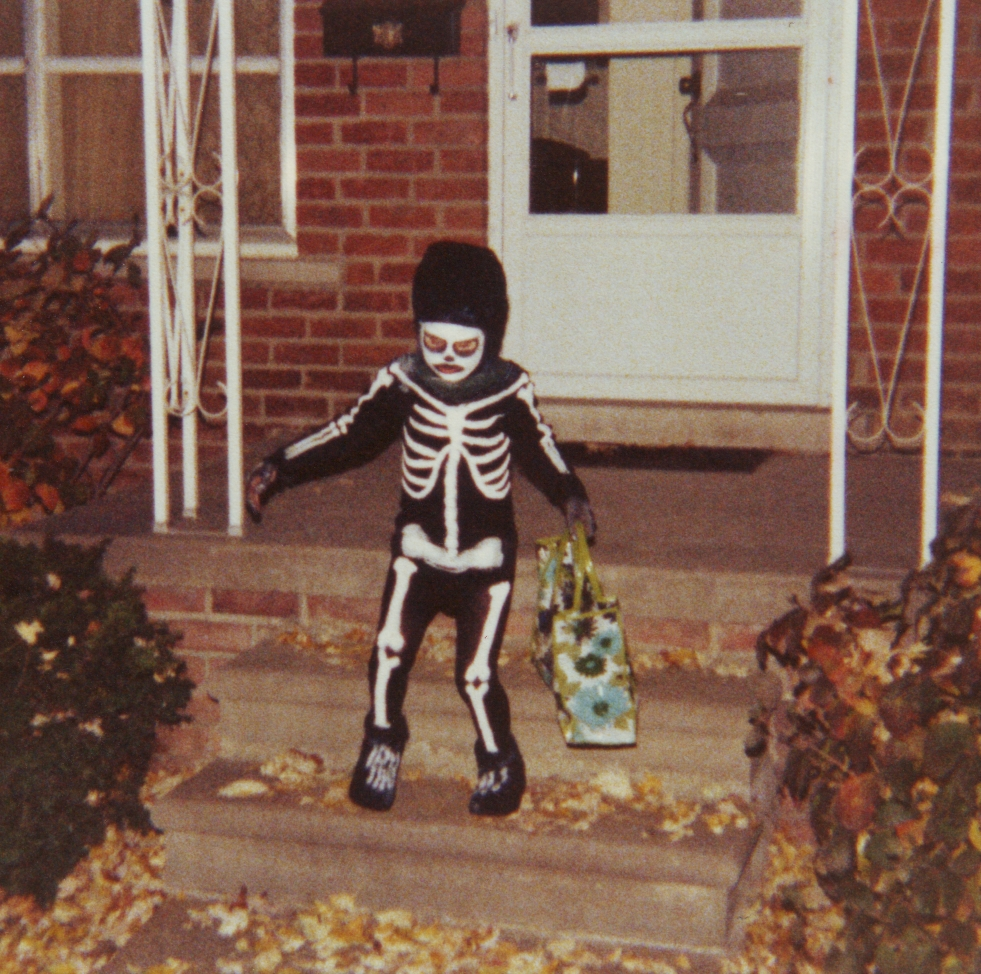

트릭 오어 트리팅(Trick-or-Treating) 또는 트릭 오어 트리트는 일부 국가에서는 어린이와 성인을 위한 전통적인 할로윈 관습이다. 10월 31일 할로윈 저녁 동안, 의상을 입은 사람들은 집집을 돌아다니며 "trick or treat"이라는 문구와 함께 간식을 요청한다. 여기서 "treat"은 일반적으로 사탕/과자 등의 과자 형태이지만 일부 문화권에서는 돈이 대신 제공된다. "trick"는 대접을 제공하지 않을 경우 거주자나 재산에 해를 끼치겠다는 위협을 의미한다. 어떤 사람들은 문 밖에 할로윈 장식을 걸어 간식을 나눠주겠다는 의사를 표시한다. 집에서는 사탕이 있다는 보편적인 표시로 현관 조명을 켜둘 수도 있다. 일부는 명예 시스템에 따라 아이들이 자유롭게 가져갈 수 있도록 현관에 간식을 남겨 둔다.
트릭 오어 트리팅의 역사는 스코틀랜드와 아일랜드로 거슬러 올라간다. 할로윈에 집집마다 다니며 음식이나 간식으로 보상을 받기 위해 작은 공연을 펼치는 전통은 최소한 16세기까지 거슬러 올라간다. 할로윈에 사람들이 의상을 입는 전통도 마찬가지이다. 19세기 스코틀랜드와 아일랜드에서는 사람들이 할로윈 의상을 입고 집집을 돌아다니며 음식을 대가로 시를 낭송하고 때로는 환영받지 못하면 불행을 경고한다는 이야기가 많이 있다. 북미에서 위장 행위가 최초로 발생한 것으로 알려진 것은 1911년 캐나다 온타리오 주에서 어린이들이 위장 행위를 한 것으로 기록된 때이다. 감탄사 "Trick or Treat!" 그 후 1917년 캐나다 온타리오주에서 처음 녹음되었다. 의상을 입고 집집마다 돌아다니는 것이 오랫동안 스코틀랜드인과 아일랜드인 사이에서 인기가 있었지만, "트릭 오어 트릿(trick or treat)"이 스코틀랜드와 아일랜드에서 일반화되기 시작한 것은 2000년대에 들어서였다. 아일랜드. 그 전에는 아일랜드의 어린이들이 집주인의 집 문앞에서 일반적으로 "할로윈 파티를 도와주세요"라고 말하곤 했다.
이 활동은 영국, 아일랜드, 미국 및 캐나다 등 영미권 국가에서 널리 퍼져 있다. 멕시코에도 진출했다. 멕시코 북서부와 중부에서는 이러한 관행을 칼라베리타(calaverita, 즉 calavera의 스페인어 축소형, 영어로 "skull")라고 하며, 아이들은 "Trick or Treat" 대신 "¿Me da mi calaverita?"("내 작은 두개골을 주실 수 있나요?")라고 묻는다. 칼라베리타는 설탕이나 초콜릿으로 만든 작은 두개골이다.

## 같이 보기
- 서우인